# Oskar Neumann
Pour les articles homonymes, voir Oskar et Neumann.
Oskar (ou Oscar) Rudolph Neumann est un ornithologue allemand, né le 3 septembre 1867 et mort le 17 mai 1946 à Chicago.

## Biographie
D’une famille aisée, il s’intéresse très tôt à l’histoire naturelle et notamment aux oiseaux. Son premier voyage en Afrique commence en novembre 1892. Il part de Tanga, dans la zone allemande de l’est de l’Afrique, et traverse le nord de la région de Tanganyika, le sud de l’Ouganda, la colonie du Kenya à proximité du lac Victoria. Neumann présente les collections qu’il rapporte au musée de zoologie de Berlin (l'actuel musée d'histoire naturelle de Berlin) et fait paraître ses notes sous le titre de Beitrage zur Vogelfauna von Ost- und Central-Afrika dans le Journal für Ornithologie.
En 1899, il fait un voyage de deux ans en Somaliland et dans le sud de l’Éthiopie aux côtés du baron Carlo von Erlanger (1872-1904), ornithologue allemand. Le compte rendu de l’expédition paraître dans The Geographical Journal en 1902. Les oiseaux qu’il récolte sont acquis par le Natural History Museum at Tring. Leur description, représentant 1 300 espèces, est donnée dans Vögel von Schoa und Sud-Aethiopien toujours dans le Journal für Ornithologie.
En 1908, Neumann perd l’essentiel de sa fortune à la suite d'investissements malheureux. Il reçoit alors une proposition d’embauche au Muséum de Tring mais Sir Lionel Walter Rothschild (1868-1937), lui-même connaissant quelques difficultés, doit renoncer à lui donner suite. Neumann devient alors agent de change, emploi qu’il occupe vingt-cinq durant jusqu’à l’arrivée du régime nazi. 
En raison de ses origines juives, il fut finalement interdit d'entrer au musée zoologique de Berlin, où il avait travaillé pendant 40 ans en tant qu'assistant bénévole et donateur. C'est ainsi que son ami Julius Riemer l'a accueilli. (1880-1958) l'a accueilli chez lui, lui a créé un poste de travail et lui a fourni de la littérature et du matériel. Plus tard, Riemer organisa sa fuite de Berlin, de sorte qu'il s'échappa par le dernier moyen de transport vers l'Amérique via l'Espagne. Sa fuite le conduisit en 1941 à Chicago via Cuba, où il travailla les dernières années de sa vie comme conservateur au Field Museum of Natural History.
Une grande partie de ses collections se trouve aujourd'hui au musée Julius Riemer à Wittenberg.
Finalement presque sourd et aveugle, Neumann, qui n'a jamais été marié, est décédé après une courte maladie.